# Encyclopædia Iranica
Encyclopædia Iranica (укр. Енциклопедія Іраніка) — проєкт, метою якого є створення всеосяжної і авторитетної англомовної енциклопедії, що розповідає про історію, культуру і цивілізації іранських народів від найдавніших часів до наших днів. У статтях енциклопедії розглядається також історія неіранських країн і народів, наприклад Вірменії і т. д., чия історія та культура були тісно пов'язані з історією та культурою іранців та Ірану. Проєкт був організований Колумбійським університетом в 1973 році на базі Центру іранських досліджень і розглядається академічними дисциплінами іраністики як стандартна енциклопедія. Енциклопедія охоплює не тільки Іран, але й інші географічні регіони, де в певний час домінували іранські мови: Афганістан, Таджикистан, Анатолія та Курдистан, а також деякі регіони Кавказу, Південній Азії, Центральної Азії та Месопотамії. Також порушується питання відносин іранського світу з іншими культурами (Китай, Європа і т. д.).
В рамках проєкту вже опубліковано 14 із запланованих 45 томів. Повний текст більшості статей знаходиться у вільному доступі в інтернеті з використанням кодування Юнікод.
Іраніку підтримують багато фондів, організації та приватні особи. Починаючи з 1979 року енциклопедія спонсорується Національним гуманітарним фондом, який, за станом на 2007 рік, покриває третину бюджету проєкту. У число спонсорів входять Американська рада наукових товариств, Union Académique Internationale, Іранське товариство культури та багато інших благодійних організацій та приватні особи.

## Автори
Головним редактором є професор Ехсан Яршатер, керуючим редактором — Ахмад Ашраф. До редакційної ради також входять Ніколас Сімс-Вільямс, Крістофер Дж. Брюннер, Мохсен Аштіані, Манучехр Кашеф та більше 40 інших редакторів з основних міжнародних інститутів, що займаються іраністикою. Свій внесок у створення Encyclopædia Iranica зробила велика кількість (близько 1 200 за станом на 2006 рік) учених зі США, Європи та Азії.
З найвідоміших вчених варто згадати:
| Ім'я                    | Дисципліна                                                    | Заклад                                                           |
| ----------------------- | ------------------------------------------------------------- | ---------------------------------------------------------------- |
| Кліффорд Едмунд Брсворт | Орієнталістика і арабістика                                   | Принстонський університет                                        |
| Мері Бойс (†)           | Іраністика                                                    | Лондонський університет (School of Oriental and African Studies) |
| Жан Кальмар             | Теологія і Релігієзнавство                                    | Сорбонна                                                         |
| Річард Нельсон Фрай     | Орієнталістика та Іраністика                                  | Гарвардський університет                                         |
| Дімітрі Гутас           | Арабістика, Грецистика                                        | Єльський університет                                             |
| Еріх Кеттенгофен        | Давня історія                                                 | Трірський університет                                            |
| Георг Моргенштірн (†)   | Іраністика та Індоєвропеїстика                                | Університет Осло                                                 |
| Луц Ріхтер-Бернбург     | Ісламознавство (спеціалізація: середньовічна східна медицина) | Тюбінгенський університет                                        |
| Забіголла Сафа (†)      | Іраністика                                                    | Тегеранський університет                                         |
| Аннемарі Шіммель (†)    | Ісламознавство                                                | Боннський університет                                            |
| Ніколас Сімс-Вільямс    | Орієнталістика, Іраністика                                    | Лондонський університет                                          |
| Йозеф Візергофер        | Давня історія                                                 | Кільський університет                                            |
| Ехсан Яршатер           | Орієнталістика та Іраністика                                  | Колумбійський університет                                        |

## Друковане видання
Дотепер було опубліковано такі томи:
Том 1, ĀB — ANĀHID, 1985

Том 2, ANĀMAKA — ĀṮĀR AL-WOZARĀʾ, 1987

Том 3, ĀTAŠ — BEYHAQI, 1989

Том 4, BĀYJU — CARPETS, 1990

Том 5, CARPETS — COFFEE, 1992

Том 6, COFFEEHOUSE — DĀRĀ, 1993

Том 7, DĀRĀ(B) — EBN AL-AṮIR, 1996

Том 8, EBN ʿAYYĀŠ — EʿTEŻĀD-AL-SALṬANA ,1998

Том 9, ETHÉ — FISH, 1999

Том 10, FISHERIES — GINDAROS, 2001

Том 11, GIŌNI — HAREM I, 2003

Том 12, HAREM I — ILLUMINATIONISM, 2004

Том 13, ILLUMINATIONISM — ISFAHAN VIII, 2006

Том 14, ISFAHAN IX — JOBBĀʾI, 2008

Том 15, Joči — Kāšḡari, Saʿd-al-Dini, 2011

Том 16, KASHAN–KEŠAʾI DIALECT, 2020